# Le Jeu (série télévisée)
Pour les articles homonymes, voir Jeu (homonymie) et Le Jeu.
Le Jeu est une série télévisée québécoise en dix épisodes de 45 minutes développée par Mylène Chollet et Martin Girard. Mettant en vedette Laurence Leboeuf et Éric Bruneau, la série a été diffusée du 10 septembre au 19 novembre 2018 sur le réseau TVA.

## Synopsis
La série gravite autour du monde de la création et de la programmation des jeux vidéo avec la compagnie Arcade. L'histoire aborde la cyber-intimidation et le sexisme dans l'univers des jeux vidéo. Marianne Renaud est une créatrice de jeux vidéo récemment engagée chez Arcade et ses jeux ont beaucoup de succès. Par contre, elle est victime de cyber-intimidation quotidiennement depuis plusieurs années et elle est victime d'une agression le soir d'une remise de prix.

## Distribution
- Laurence Leboeuf : Marianne
- Éric Bruneau : Julien
- Laura Compan : Lili
- Monique Spaziani : Nicole
- Alice Moreault : Catherine
- Debbie Lynch-White : Kim
- Mathieu Handfield : Cédric
- Iannicko N'Doua : Jonathan
- Maxim Gaudette : Alexis
- Julien Carrière : Sam
- Julianne Côté : Sandrine

## Fondation et sensibilisation
La Fondation Jasmin Roy a participé aux publicités dans les médias pour faire connaitre la série diffusée. Jasmin Roy a voulu sensibiliser les gens aux problèmes et au stress que peuvent causer la cyber-intimidation à ses victimes et aussi faire en sorte que les adolescents arrêtent de tomber dans les pièges manigancés par les cyber-prédateurs.

## Accueil critique
Pour Hugo Dumas de La Presse, « La télésérie Le Jeu de TVA a pris fin lundi soir exactement comme elle avait démarré il y a 10 semaines : dans une mise en scène expéditive aussi peu subtile que vraisemblable. ».